# Caupolicán
Caupolicán (... – Cañete, 1558) fu un toqui, capo militare del popolo cileno dei Mapuche, che guidò il suo esercito nella prima rivolta contro i conquistadores spagnoli, tra il 1553 ed il 1558.

## Biografia
In seguito alla trionfale campagna di conquista condotta da Pedro de Valdivia in Regione dell'Araucanía, e alla caduta del toqui Lincoyan nel tentativo di fermarla, i Mapuche furono convinti da Colocolo a scegliere un nuovo capo militare in risposta alla minaccia spagnola.
Caupolicán, essendo un Ulmen di Pilmayquen, si guadagnò il titolo di toqui dimostrando la sua forza sostenendo un tronco d'albero per tre giorni e tre notti. Oltre a mostrare la forza fisica, improvvisò anche una poesia per ispirare il popolo all'eroismo ed all'unità.
Morì nel 1558, per mano dei colonizzatori spagnoli che lo avevano imprigionato. Fu messo a morte per impalamento obbligandolo a sedersi su un palo, mentre la moglie era costretta a guardare. Dopo la morte fu rimpiazzato dal figlio Caupolicán il Giovane.